# Tapura bouquetiana
Tapura bouquetiana är en tvåhjärtbladig växtart som beskrevs av N. Halle och Heine. Tapura bouquetiana ingår i släktet Tapura och familjen Dichapetalaceae. Inga underarter finns listade i Catalogue of Life.